# S-Plus
S-Plus, voorheen Vlaamse Federatie van Socialistische Gepensioneerden, is een Vlaamse sociaalculturele seniorenorganisatie die gelieerd is aan de Socialistische Mutualiteiten.

## Beschrijving
De organisatie is regionaal gestructureerd is en heeft tal van lokale afdelingen in Vlaanderen, die aangestuurd worden door een regiosecretariaat. Nationaal-secretaris is Corry Maes. De organisatie is daarnaast ook aangesloten bij de European Senior Organization (ESO).
S-Plus organiseert een divers aanbod aan activiteiten waarbij ontspanning en engagement centraal staan. Ze zet in op belangenbehartiging van senioren en komt op voor rusthuisbewoners.